# Florac
Florac és un municipi del departament francès del Losera, sotsprefectura d'aquest departament i cap de cantó. Està situat a la regió d'Occitània.